# Idioma turkana
Turkana es la lengua del pueblo turkana en Kenia.
Es una de las lenguas nilóticas orientales, y está emparentada con el karamojong, el jie y el teso de Uganda, con el toposa hablado en el sudeste de Sudán del Sur y con el nyangatom en el valle Omo en la frontera entre Sudán del Sur y Etiopía. Todas estas lenguas juntas forman el grupo de las lenguas teso-turkana o ateker.

## Selección de vocabulario
| Español | Turkana forma singular | Turkana forma plural |
| ------- | ---------------------- | -------------------- |
| cara    | ereet                  | ngiReetin            |
| cuerpo  | akwaan                 | ngaWat               |
| ropa    | eworu                  | ngiWorui             |
| comida  | akimuj                 | ngaMuja              |
| tabaco  | etaba                  | ngiTab               |
| cabra   | akine                  | ngaKinei             |
| ganado  | aite                   | ngaAtuk              |
| burro   | esikiria               | ngiSikiria           |
| camello | ekaal                  | ngiKaala             |
| agua    | (no sing.)             | ngaKipi              |